# Mazongshan, Inre Mongoliet
Mazongshan (kinesiska: 马鬃山, 马鬃山苏木) är en sockenhuvudort i Kina. Den ligger i den autonoma regionen Inre Mongoliet, i den norra delen av landet, omkring 1 100 kilometer väster om regionhuvudstaden Hohhot. Antalet invånare är 1 222. Befolkningen består av 194 kvinnor och 1 028 män. Barn under 15 år utgör 1,0 %, vuxna 15-64 år 97 %, och äldre över 65 år 0,00 %.
Trakten runt Mazongshan är nära nog obefolkad, med mindre än två invånare per kvadratkilometer. Trakten runt Mazongshan är ofruktbar med lite eller ingen växtlighet.
Genomsnittlig årsnederbörd är 134 millimeter. Den regnigaste månaden är juni, med i genomsnitt 51 mm nederbörd, och den torraste är mars, med 1 mm nederbörd.